# Hospital General del Gobierno Rajiv Gandhi
El Hospital General del Gobierno Rajiv Gandhi es un hospital estatal ubicado en la ciudad de Chennai, India; es financiado y gestionado por el gobierno estatal de Tamil Nadu. Fue fundado en 1664 por la Compañía Británica de las Indias Orientales y es el primer hospital moderno de la India. En el siglo XIX se le anexó la Facultad de Medicina de Madrás. Desde 2018, el hospital recibe un promedio de 12.000 pacientes ambulatorios cada día.

## Historia
El Hospital General del Gobierno fue establecido el 16 de noviembre de 1664 como un pequeño hospital para tratar a los soldados enfermos adscritos a la Compañía Británica de las Indias Orientales. Sir Edward Winter, que era el agente de la compañía, desempeñó un papel fundamental en el establecimiento del primer hospital británico en Madrás.
Inicialmente, el hospital se encontraba ubicado en Fort St. George, y en los siguientes 25 años se convirtió en un centro médico formal. El gobernador Sir Elihu Yale fue fundamental en el desarrollo del hospital al otorgarle nuevas instalaciones dentro del fuerte en 1690.

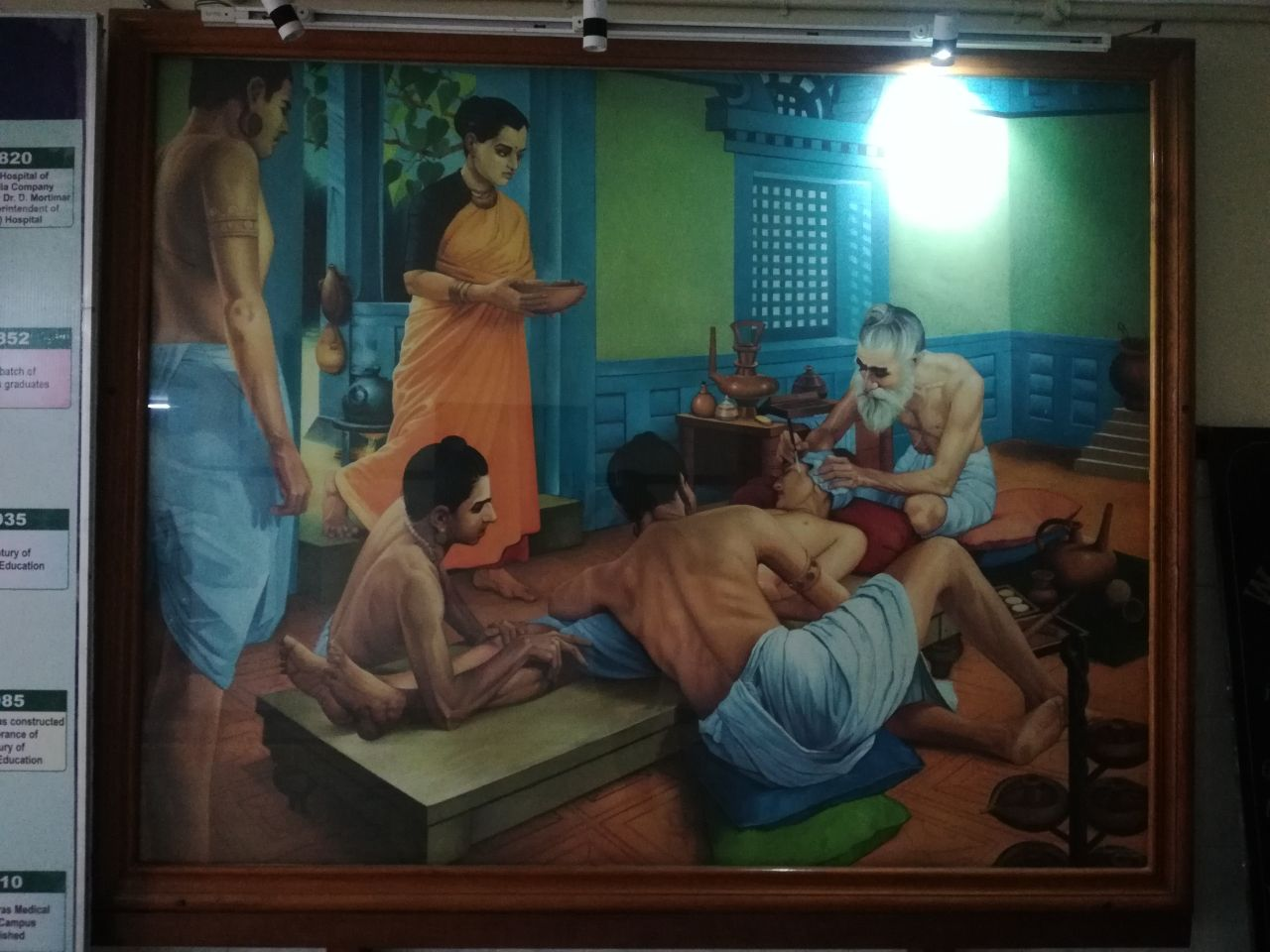
Arte de una cirugía en curso en la antigua India, en exposición en el hospital.

Tras la guerra anglo-francesa, el hospital fue trasladado fuera de la fortaleza y transcurrieron 20 años antes de que pudiera establecerse de forma permanente en su ubicación actual en 1772. Para 1771, la nueva ubicación del hospital fue finalizada en el terreno donde se encontraba el Garden House de la Compañía de las Indias Orientales en la década de 1680 en las laderas inferiores de Nari Medu (actual área alrededor de Chennai Central). El nuevo edificio en este sitio fue construido por John Sullivan con un costo de 42.000 pagodas y el hospital en el sitio actual fue inaugurado oficialmente el 5 de octubre de 1772. Entre 1664 y 1772 el hospital fue trasladado nueve veces.
En el año 1772, el hospital ya ofrecía capacitación a individuos europeos, euroasiáticos y nativos en métodos occidentales de diagnóstico y tratamiento, así como en métodos de preparación de medicamentos. Este personal capacitado fue asignado a varios dispensarios en la sede del distrito de la entonces Presidencia de Madrás con el propósito de brindar apoyo a los médicos calificados. Posteriormente, en 1814, el hospital fue reestructurado para cumplir funciones de Hospital de Guarnición. En 1820, la institución había alcanzado el reconocimiento como un hospital modelo de la Compañía de las Indias Orientales. En 1827, D. Mortimar fue investido con el cargo de superintendente del hospital.
La Facultad de Medicina de Madrás inició como una sala médica privada dirigida por Mortimar, y se formalizó su estatus como escuela de medicina en 1835, al ser inaugurada por el gobernador Sir Frederick Adams, quien luego promulgó una ordenanza para convertir la escuela en una institución patrocinada por el estado y la integró al Hospital General.
En el año 1842 se construyó el edificio principal en forma de H y el hospital se abrió a los indios. Simultáneamente, la escuela de medicina se transformó en el Colegio Médico de Madrás y comenzó a funcionar en 1850. Entre 1928 y 1938 el hospital experimentó una ampliación significativa, impulsada por el aumento del número de pacientes. A. L. Mudaliar fue designado como el primer director indio de la Facultad de Medicina de Madrás. A partir de 1935, la creación de diversas dependencias administrativas impulsó la construcción de nuevas edificaciones y el Departamento de Obras Públicas asumió la responsabilidad del mantenimiento del hospital. A finales del siglo XX, el gobierno decidió demoler el antiguo edificio y reemplazarlo con dos bloques de torres con un costo de 1.050 millones de rupias.
El 10 de julio de 1987, se realizó la primera cirugía de trasplante en el hospital. El primer trasplante renal de cadáver con éxito se realizó en el hospital en enero de 1996.
En abril de 2007, el gobierno decidió abrir en el hospital salas de atención privadas, dotadas con 200 camas y personal de enfermería exclusivo, que serían mantenidas por la Comisión Médica de Tamil Nadu.
En marzo de 2013, inició sus funciones en el hospital un nuevo centro de diálisis renal equipado con 12 máquinas y un costo total de 10 millones de rupias.

## Infraestructura
Dado que la ciudad de Chennai se encuentra en la zona sísmica tipo III, la estructura está diseñada para ser resistente a los terremotos. Utiliza una estructura de entramado con cimentación de pilotes en las superestructuras. Los bloques de torres están construidos mediante un sistema de acristalamiento estructural, revestimiento de paneles compuestos de aluminio y acabado Novakote.

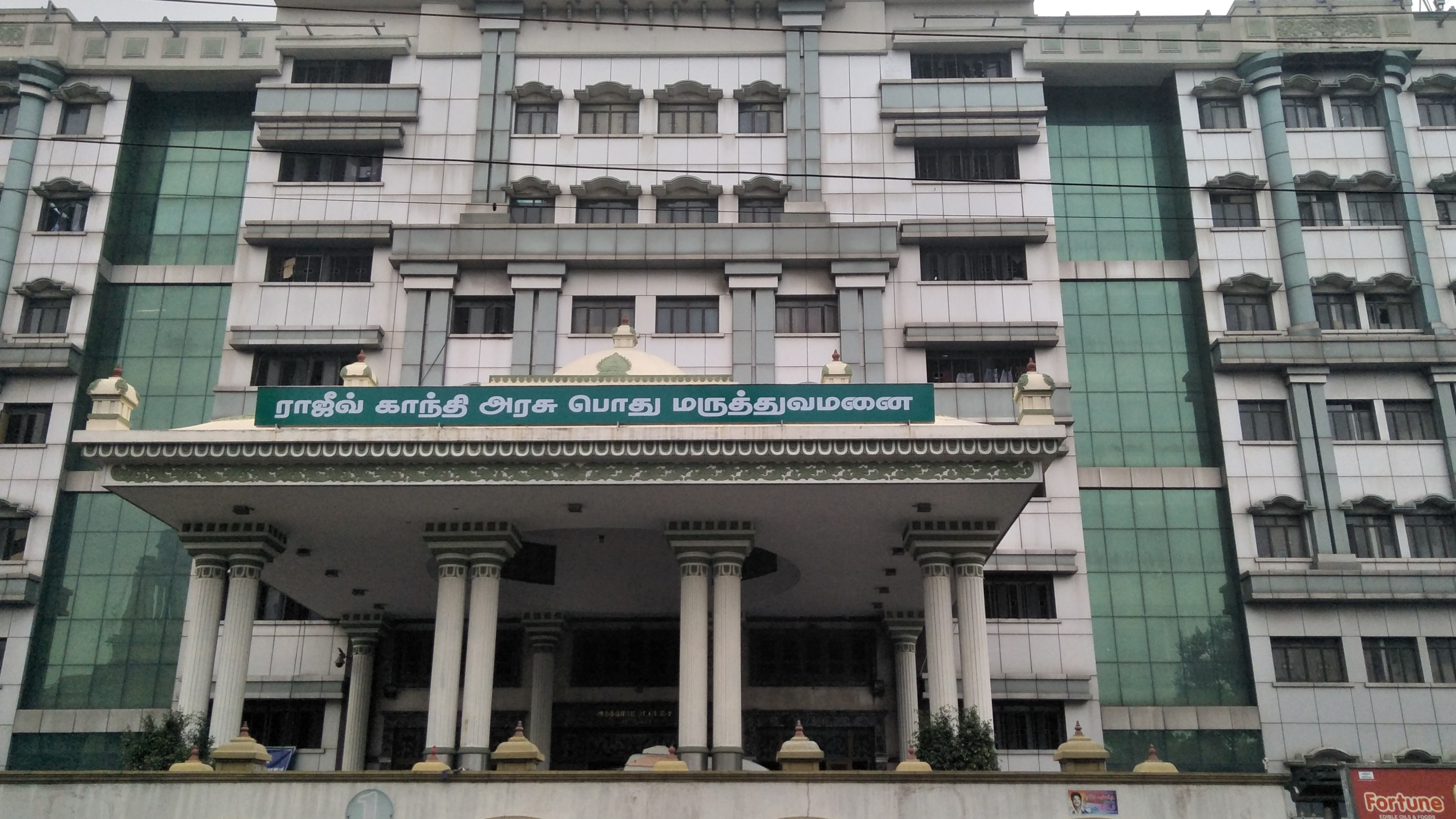
Fachada principal del hospital.

La superficie total del zócalo del Bloque de la Torre I es de 31.559 metros cuadrados y la del Bloque de la Torre II es de 33.304 metros cuadrados. El nivel del suelo se eleva hasta 1,40 metros para evitar el estancamiento del agua y permitir el drenaje pluvial por gravedad. Cada torre tiene tres escaleras y ocho ascensores, y el edificio dispone de una rampa que proporciona acceso a todos los niveles. En la parte trasera del edificio se encuentran una escalera de incendios independiente y un elevador destinado a la gestión de residuos. En agosto de 2016 se inició la construcción de un bloque de ocho pisos destinado a albergar 23 departamentos ambulatorios, con un costo total de 1.014,5 millones de rupias. Este nuevo bloque, añadió a la estructura del hospital 432.000 pies cuadrados y tiene cuatro ascensores cama-pasajeros y cuatro ascensores de pasajeros.
El hospital dispone de 52 quirófanos, complementados con unidades de cuidados intensivos y salas de recuperación postoperatorias. Además, requiere aproximadamente 1.400 metros cúbicos de oxígeno diariamente, que se suministran a través de 1.052 puntos de distribución mediante bombonas. El hospital consume alrededor de 300 cilindros de oxígeno cada día.

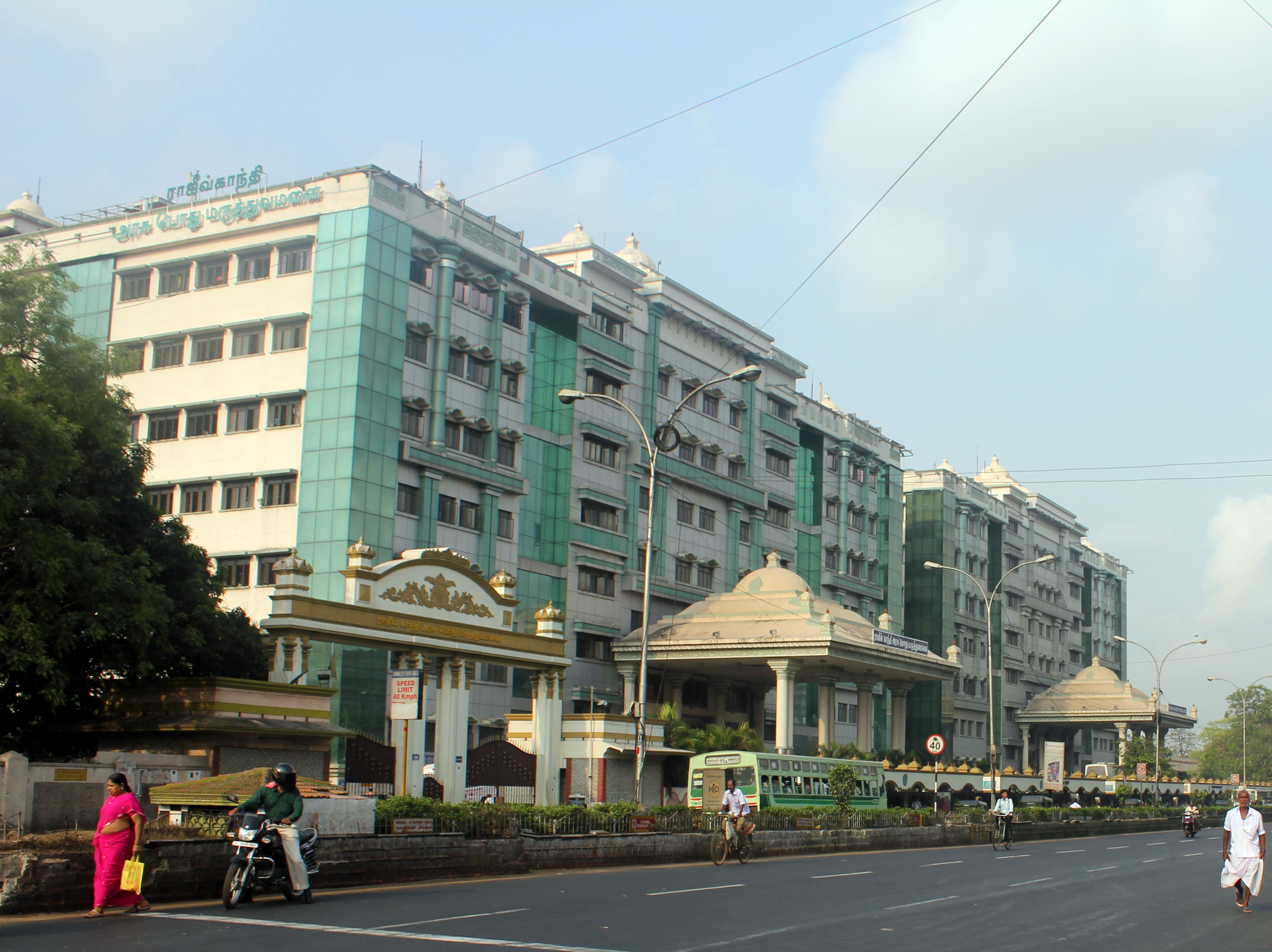
Hospital General del Gobierno, Chennai

El Hospital General del Gobierno Rajiv Gandhi fue la primera institución gubernamental estatal en implementar un tanque para almacenar oxígeno líquido. El tanque, con capacidad para 13.000 litros de oxígeno, está diseñado para satisfacer la demanda total de oxígeno del hospital, se instaló en el espacio comprendido entre el bloque de la Torre II y el antiguo bloque de cardiología. El tanque, con un coste de 4 millones de rupias, fue construido gratuitamente por Inox Air Products, que suministra el gas al hospital. Un tanque lleno garantiza que el suministro dure 5 días.
En el año 2013, había 231 camas destinadas a diversas Unidades de Cuidados Intensivos (UCI) en el hospital, incluidas las de politraumatismos, ortopedia, emergencias médicas, intoxicaciones, cirugía, cardiología, neurología y geriatría. Se previó la expansión mediante 15 camas adicionales a la UCI oncológica y la puesta en funcionamiento de un acelerador lineal para radioterapia de precisión. En 2018, se obtuvo la autorización oficial para la instalación de un laboratorio integrada en el hospital para brindar «servicios de laboratorio sin interrupciones».
El hospital se distingue como el primero en el sector gubernamental en implementar un departamento de emergencias integral, que comprende un área de triaje, una sala de reanimación y zonas codificadas por colores, siguiendo las pautas de la Iniciativa de Atención de Accidentes y Emergencias de Tamil Nadu (TAEI).
Entre los años 2015 y 2016, se inició la construcción de cuatro bloques de varios pisos con un costo de 1,244.8 millones de rupias. De los edificios mencionados, el bloque de reumatología, el bloque de nefrología y los bloques de urología y hepatología, cuya construcción tuvo un costo total de 553,3 millones de rupias, se completaron en febrero de 2017, marzo de 2017 y junio de 2018, respectivamente.

## Operaciones

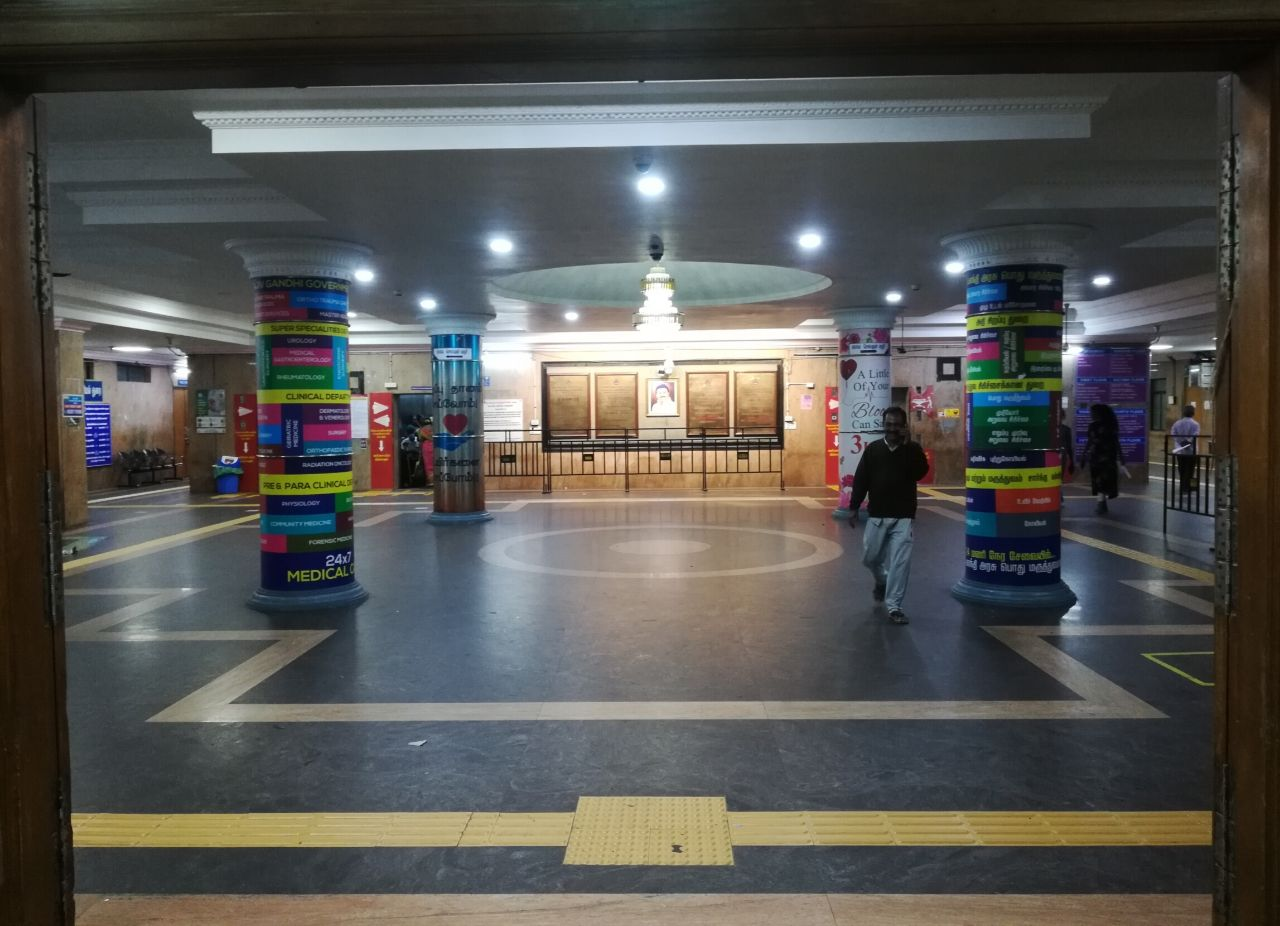
Vestíbulo frontal de la Torre 1

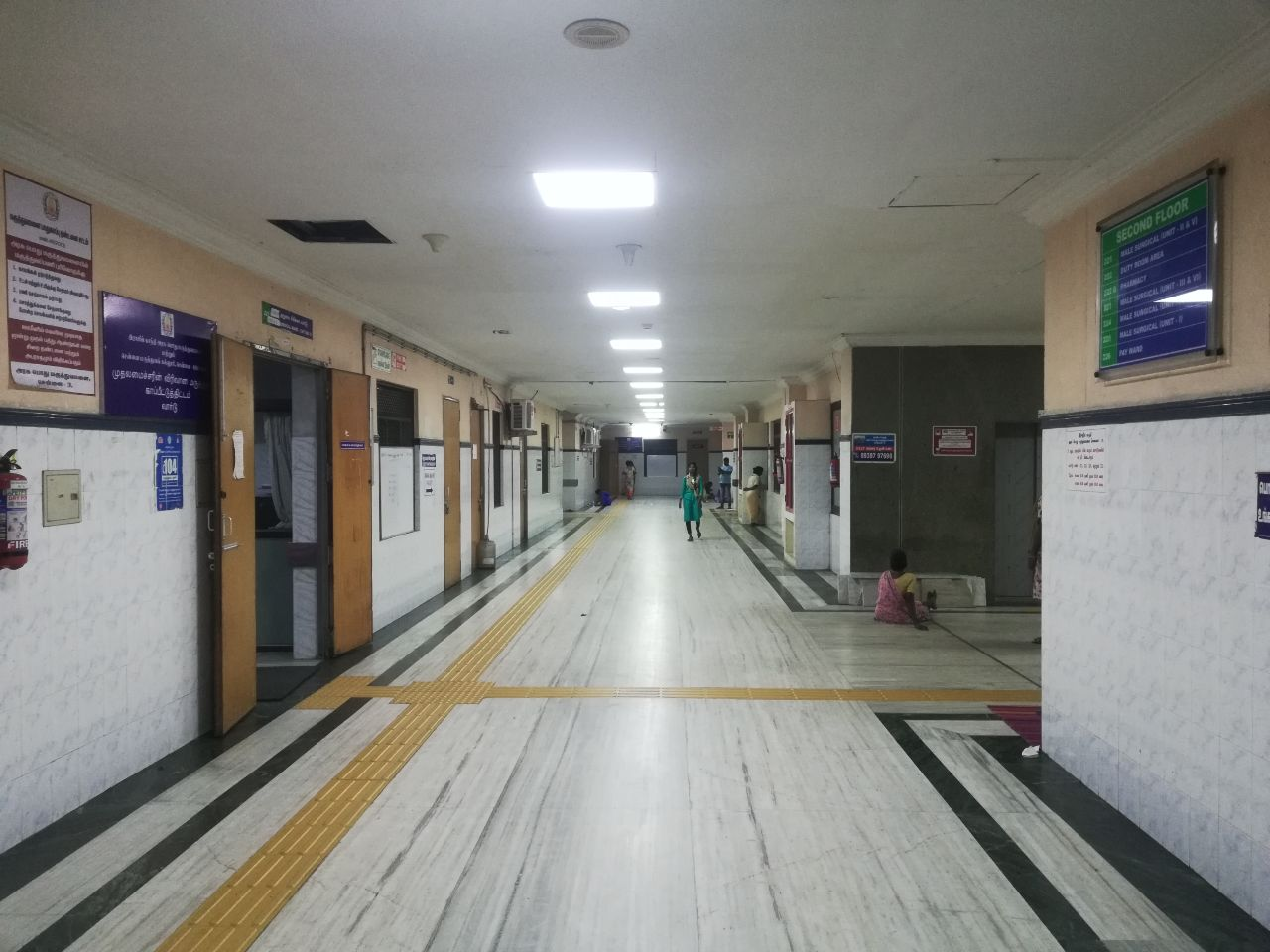
Uno de los muchos pasillos del hospital.

La totalidad del complejo hospitalario fue objeto de una remodelación integral con la reconstrucción de las enormes torres gemelas. Estos sustituyen a los edificios originales del hospital, que tenían más de un siglo de antigüedad.
Aunque la administración recae en el superintendente médico, el decano es el jefe de la Facultad de Medicina de Madrás (MMC) adscrita al hospital.
En el año 2006, el hospital experimentó un flujo diario de entre 8.000 y 10.000 pacientes ambulatorios cada día. El hospital también realiza tres cirugías a corazón abierto gratuitas diariamente. En el año 2013, el número de pacientes ambulatorios por día aumentó entre 10.000 y 12.000.
El hospital se posiciona como el segundo centro con mayor número de donaciones de órganos de personas fallecidas en Tamil Nadu. En marzo de 2012, en el hospital se realizó el trasplante de riñón número 1.000, el mayor número realizado en un hospital público del país, de este total, aproximadamente 90 trasplantes fueron de donantes fallecidos. A partir del año 2013, el hospital tiene una participación del 22 por ciento en trasplantes de órganos, la más alta entre los hospitales de la ciudad.

## Incidentes
El 27 de abril de 2022, alrededor de las 11 a. m., se produjo un gran incendio en el hospital. El bloque quirúrgico Bradfield, uno de los edificios más antiguos de las instalaciones del hospital, resultó afectado por el incendio. Sin embargo en abril de ese mismo año, el gobierno anunció la construcción de un nuevo edificio con un costo de 650 millones de rupias para sustituir el bloque quirúrgico Bradfield.